# Feleipe Franks
Pour les articles homonymes, voir Franks.
(en) Statistiques sur pro-football-reference
Feleipe Franks, né le 22 décembre 1997 à Crawfordville en Floride, est un joueur professionnel américain de football américain. 
Il joue au poste de quarterback et tight end pour la franchise des Falcons d'Atlanta puis des Panthers de la Caroline dans la National Football League (NFL) depuis la saison 2021. Il est le frère de Jordan Franks (en).

## Biographie
En sortant du lycée, Franks s'engage initialement avec les Tigers de LSU. Cependant, à la suite des rumeurs de renvoi de Les Miles (en) et Cam Cameron (en), qui l'avaient recruté, il retire son inscription et rejoint les Gators de la Floride. Les Gators recherchent un quarterback après n'avoir signé que Kyle Trask (en) pour la saison. Durant la campagne 2019, Franks se blesse contre les Wildcats du Kentucky durant la troisième semaine. Son remplacant, Trask, impressionne ce qui pousse Franks à changer d'université à la fin de la saison. Il s'engage alors avec les Razorbacks de l'Arkansas. En parallèle, il est drafté par les Red Sox de Boston, une équipe de baseball, lors du 31e tour de la draft de 2019. Il signe avec l'équipe, mais retourne finalement au football universitaire.
Non-drafté, il rejoint les Falcons d'Atlanta comme undrafted free agent. Troisième quarterback dans l'ordre de titularisation de l'équipe, il joue pour la première fois le 18 novembre 2021. Lors du match, Matt Ryan est intercepté lors des deux premières possessions de l'équipe, il est alors remplacé par Josh Rosen qui est également intercepté lors de la possession suivante. Franks est alors appelé pour dirigé le quatrième drive de l'équipe. Il lance une passe qui est, elle aussi, interceptée par Adrian Phillips (en) des Patriots de la Nouvelle-Angleterre. La performance des quarterbacks de l'équipe attire alors des moqueries de la part de joueurs tels Reggie Bush, Gerald McCoy et Darius Slay. Il s'agit de la première fois en 12 ans que chacun des trois quaterbacks d'une même équipe lance une interception dans le même match. Durant cette même saison, Franks joue quelques snaps comme tight end et avec les unités spéciales. À la fin de la campagne, il joue quarterback et tight end.